# Вариационно смятане
Вариационно смятане се нарича дял от математическия анализ, изучаващ малките вариации във функциите и функционалите 
и методите за намиране на техни екстремуми — максимуми и минимуми (локални и глобални). Основен метод на вариационното смятане е уравнението на Ойлер—Лагранж:
{\displaystyle \delta I(x,\delta x)=0},
за {\displaystyle I=\int {\mathcal {L}}\,\mathrm {d} t}
като се изобразяват математически набор от техните функции към реални числа, като център на тези изчисления е 
Функционал се нарича всяко изображение от някакво множество от функции към някакво числово множество. Типичен пример за функционал е определеният интеграл при фиксирана горна и долна граница.
Вариационното смятане намира широко приложение в различни научни дисциплини: в геометрията, топологията, механиката, оптиката.
Началото на вариационното смятане е положено през XVII век от Ойлер и Лагранж. Исторически първата задача на вариационното смятане е задачата за брахистохроната, поставена още от Галилей. Готфрид Лайбниц и Йохан Бернули обръщат внимание на задачата за геодезичните линии и изопериметричната задача. Понятието геодезична линия обобщава понятията права линия и отсечка от евклидовата геометрия, когато тримерното евклидово пространство се заменя с повърхнина или пространство от по-общ вид: геодезична линия е линията с най-малка (или най-голяма) дължина, свързваща две точки.
Вариационното смятане е свързано с различни дялове на физиката, съдържащи т.нар. вариационни принципи. Пример за такъв принцип в класическата механика е принципът за минималност на действието: от всички възможни траектории, свързващи началното и крайното положение на движещо се тяло, тялото се движи по онази траектория, която минимизира т.нар. действие. Пример за вариационен принцип в оптиката: при отражение, пречупване и безпрепятствено разпространение светлината се движи по най-бързия път. (Той не е непременно най-късият.)
Съвременното вариационно смятане има две главни направления: глобално вариационно смятане и теория на оптималното управление. Първото е свързано с топологията. Развива се през XX век (затворени геодезични линии върху риманово многообразие, неравенства на Морс). Другото направление възниква след Втората световна война и в зародишна форма е подбудено от инженерни проблеми на ракетната техника, след което намира множество други приложения. Обобщено е в различни направления, например в диференциалната геометрия върху диференцируеми многообразия и многомерни повърхнини, при случайните процеси (клон от теорията на вероятностите). В тази дисциплина имат принос мнозина математици от 60-те години на XX век: Р. Белман, Л. Понтрягин и др.